# Maître de Philippe de Gueldre
Le Maître de Philippe de Gueldre désigne par convention un enlumineur actif à Paris et peut-être à Rouen entre 1495 et 1510. Il doit son nom à un manuscrit de La Grande Vie de Jésus-Christ peint pour Philippe de Gueldre conservé à la Bibliothèque municipale de Lyon. 

## Éléments biographiques et stylistiques

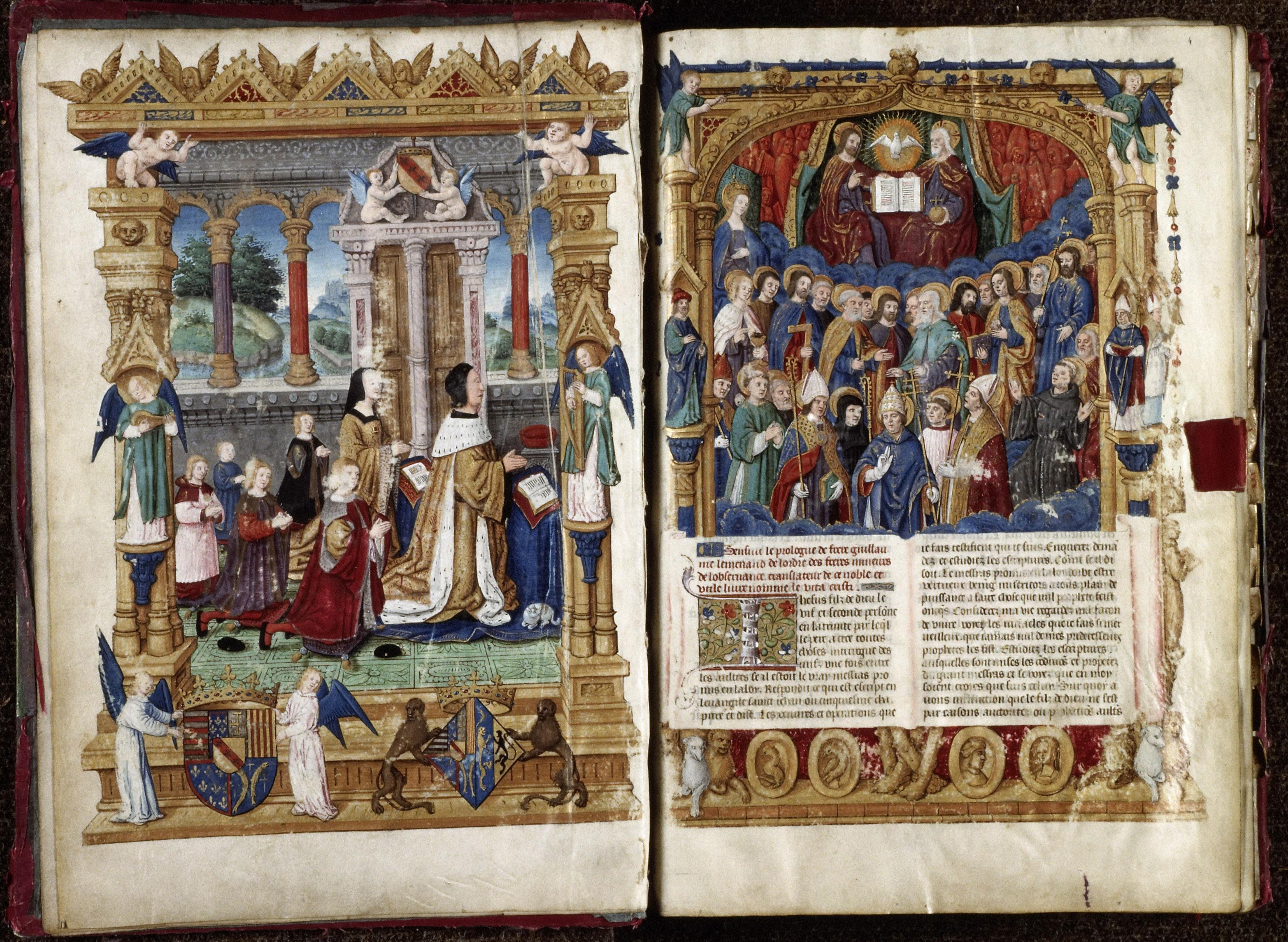
Frontispice de La Grande Vie de Jésus-Christ destiné à Philippe de Gueldre.

Cet artiste a été identifié pour la première fois par l'historien de l'art américain John Plummer qui l'identifie dans un livre d'heures daté entre 1495 et 1498, conservé à la Morgan Library and Museum ainsi que dans un manuscrit de La Grande Vie de Jésus-Christ de Ludolphe le Chartreux, peint vers 1506 pour la duchesse Philippe de Gueldre, femme de René II de Lorraine. Selon lui, il pourrait avoir travaillé à Rouen, notamment pour le cardinal Georges d'Amboise, en collaboration avec Jean Pichore. Cependant, selon Nicole Reynaud, il a toujours été actif à Paris et non en Normandie, où il travaille pour des princesses de haut rang ainsi que pour l'abbaye Saint-Victor. Il a peint pour le roi Louis XII une traduction de l'Anabase et le livre d'heures de la Morgan. Il a travaillé également pour l'imprimeur Antoine Vérard en contribuant à des ouvrages imprimés ou manuscrits,. 
Son style est caractérisé par des personnages au visage souvent similaire : le visage rond, les yeux étonnés, le nez retroussé, une petite bouche et des cheveux formant un casque. Il utilise par ailleurs des couleurs souvent intenses, comme des bleus foncés, associés à des verts, des rouges grenat et de l'or. Son style est marqué par l'influence des enlumineurs berruyers tels que Jean Colombe pour ses encadrements et le Maître de Spencer 6 pour les visages.

## Œuvres attribuées

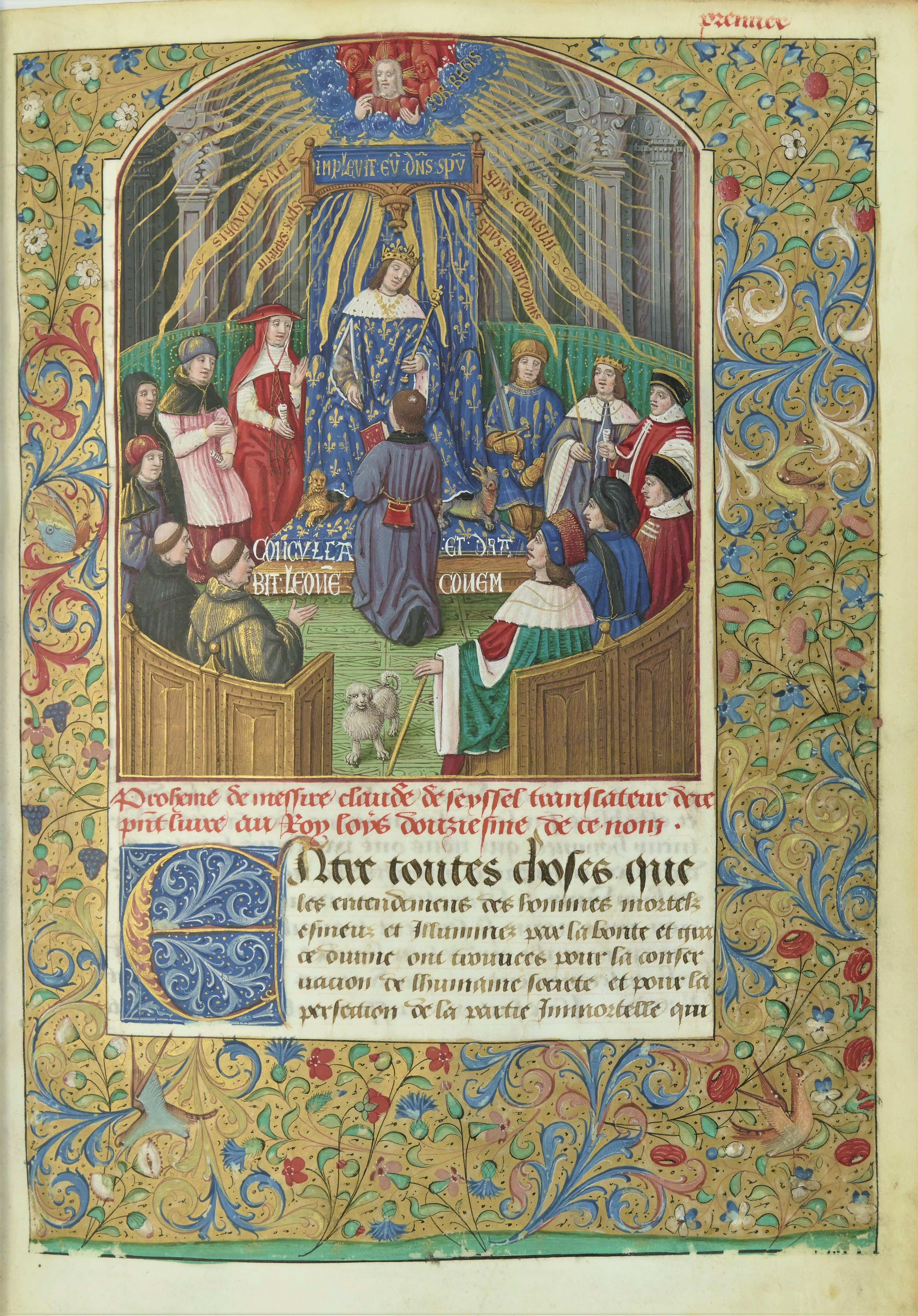
Miniature de dédicace de l'Anabase de Claude de Seyssel, Fr.702

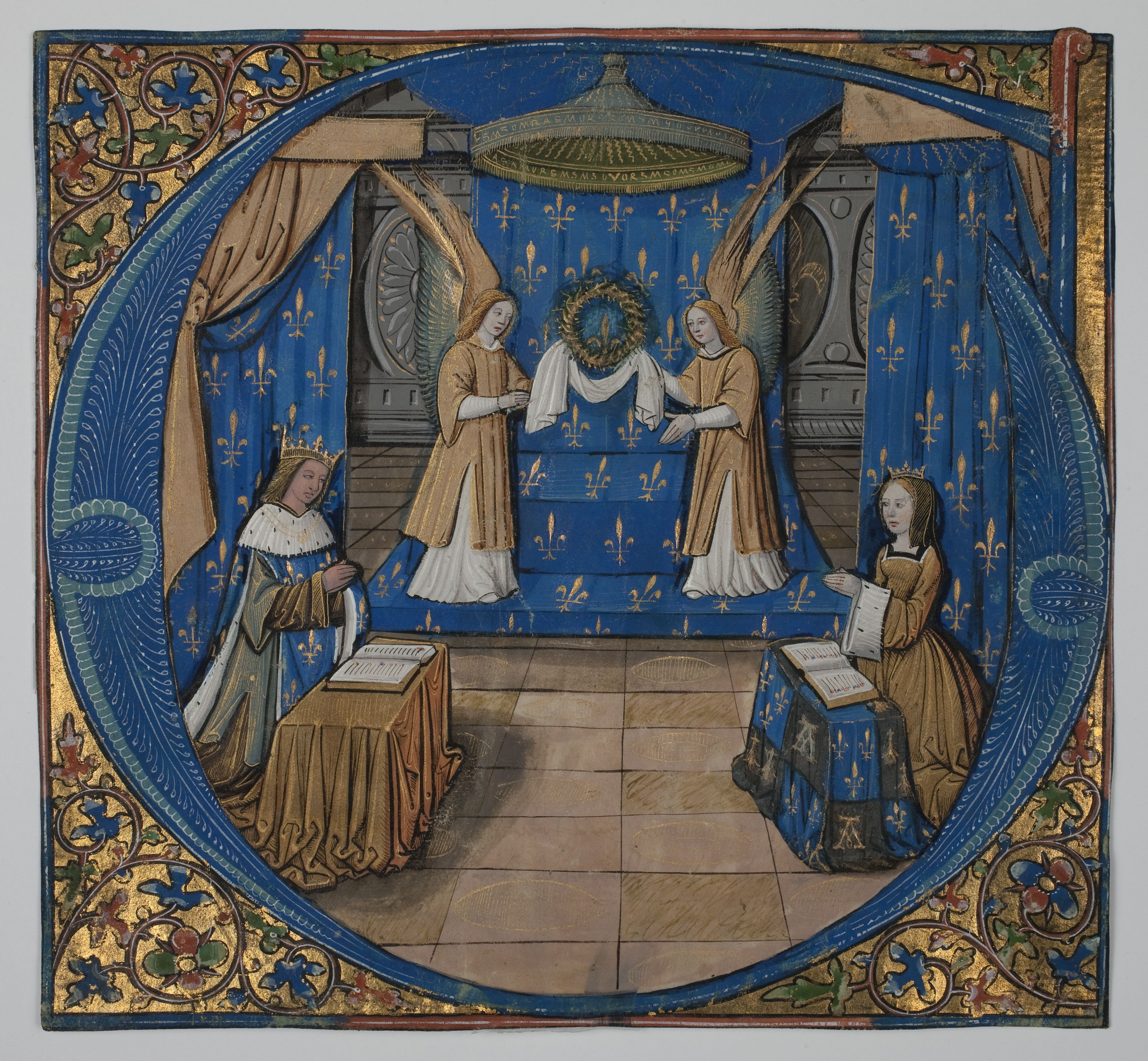
Louis XII et Anne de Bretagne devant la couronne d'épine, ancien graduel de la Sainte-Chapelle, musée Dobrée.

### Manuscrits attribués
- Livre d'heures, destiné à Charles VIII, 9 grandes miniatures et 171 petites, en association avec un collaborateur de Maître François, vers 1495-1498, Morgan Library and Museum, New York, M.934[3]
- Fleur des histoires de Jean Mansel, destiné à Georges d'Amboise à Rouen, après 1498, en collaboration avec Jean Pichore et Robert Boyvin, Bibliothèque nationale de France, Fr.54
- Chroniques d'Enguerrand de Monstrelet pour Georges d'Amboise, BNF, Fr.2678-2679
- Livre d'heures à l'usage de Rome, après 1498, avec 65 miniatures en collaboration avec le Maître des Heures de Gotha et au Maître de Chantilly 316, chez le libraire Heribert Tenschert, Cat. LMA, n.F. VI, 2009, no 26
- Livre d'heures à l'usage du Mans, vers 1500, avec 13 miniatures en collaboration avec le Maître des Heures de Gotha, passé en vente chez Sotheby's en juin 1902 (lot 1137) et chez le libraire Heribert Tenschert, Cat. LMA, n.F. VI, 2009, no 27
- Livre d'heures à l'usage de Rome, vers 1500-1505, avec 41 miniatures attribuées au maître en collaboration avec Jean Pichore, Jean Coene et une ou deux autres mains, libraire Heribert Tenschert, Cat. LMA, n.F. VI, 2009, no 24
- Livre d'heures, complément de 29 grandes miniatures et 17 petites vers 1500-1510 à un manuscrit commencé vers 1450, Morgan Library, M.117[4]
- Le Compas du dauphin, vers 1505, destiné à Louise de Savoie et François d'Angoulême, BNF, Fr.2285[5]
- Traité sur le défaut du Garrillant de Jean d'Auton pour Louis XII, vers 1505, Bibliothèque nationale de France, Fr.5087
- 1er tome d'un manuscrit de La Grande Vie de Jésus-Christ destiné à Philippe de Gueldre, Bibliothèque municipale de Lyon,  Ms.5125 (le second tome, conservé dans une collection privée, a été enluminé par le Maître de la Chronique scandaleuse[6]).
- manuscrit de l'Anabase traduite par Claude de Seyssel à destination de Louis XII, vers 1506, Bibliothèque nationale de France, Fr.702[7]
- série de manuscrits des Vies parallèles de Plutarque, traduits et écrits par Simon Bourgouyn, enluminés vers 1508 en collaboration avec Jean Pichore, maître d'œuvre des enluminures, à destination d'Antoine de Lorraine, fils de Philippe de Gueldre, la commanditaire probable :
  - Vies de Démosthène, Cicéron et de Caton l'Ancien, Bibliothèque nationale autrichienne, Cod.2565[8]
  - Vies de Romulus et de Caton d'Utique, passé en vente chez Sotheby's le 7 décembre 2010 (lot 3)[9]
  - Vies de Scipion et Pompée, Royal Collection, RCIN 1047552[10]
  - Vie d'Hannibal, Bibliothèque nationale autrichienne, Cod.2587[11]
  - Ancienne collection Phillipps MS.3110, et peut-être ancienne collection D. Coleman
- Livre d'heures à l'usage de Paris, vers 1510, 12 grandes miniatures et 16 petites, passé en vente à Drouot le 15 mai 2009 (lot 94)[12]
- Description ou traité du gouvernement et régime de la cité et de la seigneurie de Venise, destiné à Louis Malet de Graville, musée Condé, Ms.799
- Manuscrit des Danses macabres de Martial d'Auvergne et Dit des trois morts et des trois vifs, miniatures inspirées de gravures de Guy Marchant, seuls le frontispices et les miniatures du dernier texte sont du Maître, vers 1500-1510, BNF, Fr.995[13]
- Graduel à l'usage de la Sainte-Chapelle de Paris à destination d'Anne de Bretagne et Louis XII, aujourd'hui disparu, seuls quelques fragments sont conservés dont une lettrine G au musée Dobrée à Nantes, une lettrine S chez le marchand d'art Maggs Bros[14] ou une bordure sur le marché de l'art[15].
- Missel pour l'abbaye Saint-Victor de Paris, BNF, Lat.14818
- Livre d'heures, 9 miniatures en pleine page, Bibliothèque Huntington, San Marino (Californie), HM1101[16]
- Dialogue de consolation entre l’âme et raison de François Le Roy, destiné à Philippe de Gueldre, décoré d'une miniature, vers 1520, passé en vente chez Sotheby's le 7 juillet 2015 (lot 92)[17]

### Imprimés
- Lancelot du Lac, imprimé en 1494, exemplaire destiné à Charles d'Angoulême, BNF, Vélin 618-619 en collaboration avec le Maître de Robert Gaguin[18]
- Livre d'heures imprimé par Antoine Vérard, exemplaire peint de miniatures de la main du maître offert par Thielman Kerver à Guillaume Eustace, 20 juin 1500, passé en vente chez Christie's le 20 novembre 2002 (lot 89)[19]
- Le Passetemps de tout homme et de toute femme de Guillaume Alexis, imprimé par Antoine Vérard pour Louise de Savoie, une miniature de frontispice, vers 1505, BNF Vélins 2249
- Les  Arts de mourir ou Miroir des pêcheurs de Jean Castel imprimé sur vélin à Paris vers 1505-1507 par Antoine Vérard pour Louise de Savoie, orné d’une enluminure du maître et de dix illustrations gravées sur bois et coloriées, BNF, Vélins 2229
- Jardin de vertueuse consolation, imprimé par Antoine Vérard pour Louise de Savoie, une miniature de frontispice, vers 1505, BNF Vélins 1759
- Règles de bien vivre, imprimé par Antoine Vérard pour Louise de Savoie, une miniature de frontispice, vers 1505, BNF Vélins 1764
- Le séjour d'honneur d'Octavien de Saint-Gelais, imprimé par Antoine Vérard, exemplaire destiné à Louise de Savoie et au comte d'Angoulême avec des miniatures du maître, BNF, Vélins 2239
- Livre d'heures imprimé par Hardouyn vers 1520, gravures peintes par le Maître de Philippe de Gueldre d'après Jean Pichore, Société archéologique de Montpellier, GV 381